# Стшелькі
Стшелькі (пол. Strzelki) — село в Польщі, у гміні Стара Кішева Косьцерського повіту Поморського воєводства.
У 1975-1998 роках село належало до Гданського воєводства.